# Гуджаратський султанат
Гуджаратський султанат (1403—1573 роки) — держава в Індії зі столицею в Ахмедабаді, яка утворилася під час розпаду Делійського султанату. Тривалий час змагалася за владу у північно-західній Індії спочатку з іншими мусульманськими державами, згодом з Португалією. Була підкорена падишахом Акбаром з династії Великих Моголів.

## Заснування
Утворенню султанату історія завдячує Зафар-хану, індусу, який прийняв іслам. Він зробив чудову кар'єру за часів династії Туґлак. У 1391 році делійський султан Мухамад-шах призначив Зафар-хана намісником (маліком) Гуджарату. Тривалий час він зберігав вірність султанам, проте після знищення рештків Делійського султанату у 1398—1399 року військами Тимура, влада Туґлаків у північній Індії фактично була знищена. Скориставшись цим, Зафар-хан у 1407 році оголосив про свою незалежність й прийняв ім'я Музаффар-шаха. Звідси походить назва правлячої династії — Музаффариди.

## Розквіт
Початок підйому султанату поклав Ахмед-шах I, який заснував нову столицю на свою честь Ахмедабад. Згодом приборкав знать, водночас намагався ісламізувати індусів. Було впроваджено джизью (податок на немусульман), час від часу спустошувалися індіїстські храми.
При цьому в цей час ведуться успішні війни проти Хандешського, Бахманідського, Малавського султанатів.
Справу Ахмед-шаха продовжив його син Мухаммад-шах, який зміг розширити свої володіння на півночі. Разом з тим пішов на союз з раджпутськими князями. З цього періоду султани почали одружуватися на представницях раджпутських кланів.
Наступні правителі піклувалися щодо розвитку економічної потужності країни, менше приділяли уваги завойовницьким походам, хоча час від час виникали сутички з раджпутами, султанами Малави. Проте вони не вели до захоплення нових земель. Активно розбудовується торговельний та військовий флот. Головним портом стає Камбей.
Новий етап активізації діяльності гуджаратських султанів пов'язано з правлінням Махмуд-шаха Бегара. За його часи було підкорено останній незалежні раджпутські князівства на півострові Саураштра. Морська та військова міць держава набула найвищого підйому, разом з тим кінець володарювання відзначено зіткнення з Португалією, яка на початку XVI ст. активно створювала факторії на західному узбережжі Індостану. В союзі з Мамелюкським Єгиптом, султанами Біджапура і заморином Калікуту, Махмуд-шах розпочав війну проти португальців. Незважаючи на попередні успіхи, зрештою коаліція зазнала поразки й Махмуд-шах вимушений був дати дозвіл на заснування португальської факторії у м. Діу.

## Занепад
Поява торговельних конкурентів в особі португальців і неможливість протидіяти їм на морі, суттєво підірвало військово-морську та фінансову могутність Гуджаратського султанату. Тепер кораблі йшли до Діу, а не Камбея. Все це скорочували приток доходів до скарбниці.
З часом султани втягнулися у чвари всередині Індії. Вони намагалися компенсувати втрати у морській торгівлі за рахунок розширення земель на півострові, перш за все у Раджастхані та Малаві. У 1529 році Бахадур-шах виступив проти Бабура, падишаха з династії великих Моголів. Втім рішучих військових дій не відбулося у зв'язку із смертю останнього. Тоді Бахадур-шах підкорив Малавський султанат, низку князівств Раджастхана. У 1534 році кинув виклик Хумаюнові з великих Моголів, проте зазнав поразки й був повалений Хумаюном. Проте вже у 1537 році Бахадур повернув собі владу, домовившись з намісником Великих Моголів, який був братом Хумаюна — Аскарі. Скориставшись складною ситуацією Гуджарата, проти нього знову виступила Португалія. Бахадур-шах вимушений був поступитися новими землями на користь європейців.
За наступних султанів посилюється вплив знаті, починаються внутрішні усобиці. При цьому все складніше стало стримувати зовнішніх ворогів. Зрештою Гуджаратський султанат було підкорено третім падишахом Великих Моголів Акбаром у 1573 році. Останній султан Музаффар-шах III втік на південь.

## Султани
- Мухаммад-шах I (1403—1404)
- Музаффар-шах I (1404—1411)
- Ахмед-шах I (1411—1442)
- Мухаммад-шах II (1442—1451)
- Ахмед-шах II (1451—1458)
- Дауд-шах (1458)
- Махмуд-шах I Бегара (1458—1511)
- Музаффар-шах II (1511—1526)
- Сікандар-шах (1526)
- Махмуд-шах II (1526)
- Бахадур-шах (1526—1537)
- Мухаммад-шах III (1537)
- Махмуд-шах III (1537—1554)
- Ахмад-шах III (1554—1561)
- Музаффар-шах III (1561—1573)